# Michael Scott (Apple)
Michael Scott (11 de febrero de 1945-California,12 de abril de 2025) fue el segundo director ejecutivo de Apple Computer desde 1976 hasta marzo de 1981. 
Mike Markkula, director de manufactura en National Semiconductor, convenció a Scott para que aceptara la plaza de director ejecutivo en Apple, como los cofundadores Steve Jobs y Steve Wozniak, ninguno era visto adecuado para el trabajo entonces.
Intentando poner un ejemplo para todos los negocios, en 1979 Scott declaró que no habría máquinas de escribir en Apple. En 1979 y 1980, el proyecto Macintosh de Jef Raskin era un esfuerzo de investigación de cuatro personas que no fue considerado importante dentro de Apple, y fue casi cancelado dos o tres veces. Cuando Apple tenía otra reorganización principal en otoño de 1980, le rescindieron el contrato, pero Jef suplicó a Scott y Markkula durante mucho tiempo y le concedieron otros tres meses para mostrar que era bueno en algo.
El 25 de febrero de 1981, día conocido en Apple como el Miércoles Negro, Scott despidió personalmente a 40 empleados de la empresa  incluyendo la mitad del equipo de Apple II, confiando en que ellos eran redundantes. Por la tarde reunió a los empleados restantes con un barril de cerveza y explicó los despidos declarando: "Solía decir que si no me divertía siendo presidente de Apple, me iría. Pero he cambiado mi forma de pensar - cuando esto no sea divertido, despediré a la gente hasta que esto sea divertido otra vez."
En 1981, después de este acontecimiento repentino, fue desplazado a vicepresidente, un título con poco poder, y Mike Markkula, el hombre que contrató a Scott, lo sustituyó. Scott dejó oficialmente Apple el 10 de julio de 1981, declarando en su carta de dimisión:

Tengo una nueva experiencia de estudio, algo que nunca he hecho antes. Lo dejo, no dimiten para formar una nueva empresa o retirarse para motivos personales … Esto no está hecho para los contrarios a mi estilo y opiniones, sino para los leales que pueden dar falsas esperanzas. 
Atentamente, Michael, ciudadano anónimo.

A partir de 1983 hasta 1988, Scott condujo Starstruck, una firma privada que intentó crear una lanzadera de cohetes controlada por satélite con base marina. También comenzó a apoyar organizaciones no lucrativas como la Ópera de Seattle y el Instituto de Tecnología de California, en sus esfuerzos para aplicar ordenadores personales a sus necesidades. 
Scott se ha hecho desde entonces un experto en gemas coloreadas, ha escrito un libro sobre ellas y ha montado una colección que ha sido expuesta en el Museo Bowers en Santa Ana. También patrocinó Rruff, un proyecto que crea un set completo de datos espectrales de alta calidad de minerales bien caracterizados.